# Öl i Tanzania
Öl (känd som bia på Swahili) och alkohol är en viktig del av det tanzaniska samhället och lokala varumärken är välkända bland den tanzaniska befolkningen. Tanzania rankas som den sjätte största marknaden i Afrika för ölkonsumtion och bidrar till över 3% av den afrikanska konsumtionen (2012). Över 90% av den nationella konsumtionen är dock antingen hemlagad eller från den informella sektorn. Öl på flaska är dyrt för majoriteten av befolkningen och är nästan 6 gånger dyrare än majsölen. Ändå är ölförsäljning och skatter en viktig del av den tanzaniska ekonomin. 
Öl är en stor del av ekonomin och domineras till stor del av Tanzania Breweries Limited och East African Breweries Limited under det lokala företaget Serengeti Breweries Limited. Båda företagen har några av de största i landet och är noterade på börsen. Tanzania Breweries Limited är den största skattebetalaren i landet och hade nästan över 1 biljon tanzaniska shilling i intäkter 2014.